# 베른 펠제나우역
베른 펠제나우역(독일어: Bahnhof Bern Felsenau)은 스위스 베른주의 베른 지자체에 있는 기차역이다. 1,000mm 미터궤 베른-졸로투른 지역교통의 중간역이다.

## 운행편
다음 서비스는 베른 펠제나우에서 정차한다.
- 베른 S-반 S9 : 베른과 운터촐리코펜 사이에서 15분 간격으로 운행한다.